# Moi… Lolita
Moi… Lolita ist ein Lied der französischen Sängerin Alizée, das als ihre Debütsingle aus ihrem Debütalbum Gourmandises im Jahr 2000 ausgekoppelt wurde. Das Stück der damals 15-jährigen war ein kommerzieller Charterfolg und ihr internationaler Durchbruch.

## Hintergrund
1999 trat Alizée in der Talentshow Graines de Star des französischen Fernsehsenders M6 auf. Ursprünglich wollte sie sich dem Tanzwettbewerb stellen, zu dem aber nur Gruppen zugelassen wurden. So beteiligte sie sich stattdessen am Gesangswettbewerb, wobei sie die Titel Waiting for Tonight von Jennifer Lopez sowie Ma Prière von Axelle Red vortrug. Dabei gewann sie den Meilleure-Graine-Preis als vielversprechende Nachwuchskünstlerin. Das erweckte die Aufmerksamkeit der Komponisten Mylène Farmer und Laurent Boutonnat. Sie suchten Nachwuchs für ein neues Projekt und vereinbarten Probeaufnahmen mit Alizée.
Der Text des Liedes zeigt Bezüge zur Biografie seiner Autorin Mylène Farmer.
Im Jahr 2006 war das Lied Teil des Soundtracks zu Ridley Scotts Ein gutes Jahr.

## Musikvideo
Das Video zur Single wurde von Laurent Boutonnat inszeniert und erstmals am 26. Juli 2000 auf M6 gezeigt. Im ersten Teil des Videos flüchtet sie vor einem Mann, der ihr seine Liebe gesteht und sie dafür bezahlen möchte. Später flüchtet sie mit ihrer kleinen Schwester vor ihrer gemeinsamen Mutter in die Pariser Diskothek Les Bains Douches, wo sie tanzt, Spaß hat und in eingeblendeten Flashs das Lied singt.

## Rezeption

### Preise
2002 wurde Alizée, für den Erfolg von Moi… Lolita, bei den World Music Awards in der Kategorie „Best Seller French Female Artist“ ausgezeichnet.

### Rezensionen
Peter Robinson von New Musical Express rezensierte das Lied mit den Worten:

“It’s pop as pop should be: the perfect marriage of innocence and experience of which the French, from Birkin to Paradis, have always seemed overwhelmingly capable. All this plus it has one of the most electrifying middle eights ever committed to record.”

„Es ist Pop, so wie Pop sein sollte: die perfekte Verbindung von Unschuld und Erfahrung, zu der die Franzosen von Birkin bis Paradis immer ausgesprochen fähig schienen. All das, und dazu hat es eine der elektrisierendsten Bridges, die jemals aufgenommen wurden.“

### Chartplatzierungen
Moi… Lolita erreichte Platz zwei in den französischen Charts und verblieb für 24 aufeinanderfolgende Wochen in den Top 5. Dort hatte das Lied immer noch Position drei inne, als die Nachfolgesingle L’Alizé Platz eins erreichte.
| ChartsChartplatzierungen     | Höchstplatzierung | Wochen |
| ---------------------------- | ----------------- | ------ |
| Deutschland (GfK)            | 5 (26 Wo.)        | 26     |
| Frankreich (SNEP)            | 2 (44 Wo.)        | 44     |
| Österreich (Ö3)              | 5 (20 Wo.)        | 20     |
| Schweiz (IFPI)               | 11 (73 Wo.)       | 73     |
| Vereinigtes Königreich (OCC) | 9 (13 Wo.)        | 13     |
| Wallonie (Ultratop)          | 2 (33 Wo.)        | 33     |

| ChartsJahrescharts (2000) | Platzierung |
| ------------------------- | ----------- |
| Frankreich (SNEP)         | 3           |
| Schweiz (IFPI)            | 28          |
| Wallonie (Ultratop)       | 6           |

| ChartsJahrescharts (2001) | Platzierung |
| ------------------------- | ----------- |
| Deutschland (GfK)         | 38          |
| Frankreich (SNEP)         | 52          |
| Österreich (Ö3)           | 66          |
| Schweiz (IFPI)            | 82          |
| Wallonie (Ultratop)       | 96          |

| ChartsJahrescharts (2002) | Platzierung |
| ------------------------- | ----------- |
| Deutschland (GfK)         | 86          |
| Österreich (Ö3)           | 34          |

### Auszeichnungen für Musikverkäufe
| Land/Region        | Auszeichnungen für Musikverkäufe (Land/Region, Auszeichnung, Verkäufe) | Verkäufe |
| ------------------ | ---------------------------------------------------------------------- | -------- |
| Belgien (BRMA)     | 2× Platin                                                              | 60.000   |
| Frankreich (SNEP)  | Diamant                                                                | 750.000  |
| Niederlande (NVPI) | Gold                                                                   | 40.000   |
| Schweiz (IFPI)     | Gold                                                                   | 25.000   |
| Insgesamt          | 2× Gold · 2× Platin · 1× Diamant ·                                     | 875.000  |

## Coverversionen (Auswahl)
- Das Lied wurde beim Wohltätigkeitskonzert Tous dans le même bateau zugunsten der Organisation Restos du Cœur im Jahr 2002 von Les Enfoirés aufgeführt. Obwohl Alizée selbst Mitglied des Ensembles war, wurde es, wie dort üblich, von anderen Interpreten, wie Zazie, Elsa und MC Solaar, vorgetragen und später veröffentlicht.
- Im Jahr 2007 veröffentlichte Julien Doré eine Coverversion, die in Belgien Platz eins, in Frankreich Platz zwei sowie in der Schweiz Platz 20 der Charts erreichte.
- Eine weitere Coverversion wurde 2013 von Lolita Jolie interpretiert.